# Cash.
Cash. ist ein deutschsprachiges Fachmagazin für Finanzdienstleistungen mit Sitz in Hamburg. Seit seiner Gründung im Jahr 1983 richtet sich das Magazin insbesondere an Finanzvermittler, Versicherungsmakler, Immobilienmakler, Finanzberater, institutionelle Investoren sowie private Anleger mit einem vertieften Interesse an Finanz- und Anlagethemen. Neben der monatlich erscheinenden Printausgabe betreibt der Verlag die Nachrichtenplattform Cash.Online, die tagesaktuelle Beiträge, Marktanalysen und Interviews veröffentlicht.

## Geschichte
Das Magazin wurde am 22. September 1983 von Dieter E. Jansen gegründet. Bereits die erste Ausgabe umfasste 40 Seiten, wovon 13 Seiten für Anzeigen gebucht wurden. Von Beginn an verfolgte Cash. das Ziel, komplexe Themen der Finanzwelt verständlich, meinungsstark und fachlich fundiert aufzubereiten. Dieses redaktionelle Selbstverständnis spiegelte sich auch in einem Leitsatz des Wirtschaftsjournalisten Paul C. Martin wider, der programmatisch für die Arbeit des Magazins wurde:

„Clarity first, accuracy is a must, elegance is wonderful, but pace…“

In den folgenden Jahren etablierte sich das Magazin durch regelmäßig erscheinende Marktübersichten, darunter die 1984 eingeführte „Hitliste der Kapitalanlage-Initiatoren“ und ab 1990 die „Hitliste der Finanzvertriebe“. Ebenfalls 1990 veröffentlichte Cash. eine der ersten umfassenden Standortanalysen für Immobilieninvestitionen in Deutschland. Die Wiedervereinigung bot neue Impulse für die Finanzbranche, insbesondere im Bereich der Sonderabschreibungen in den neuen Bundesländern – Entwicklungen, die vom Magazin journalistisch begleitet wurden. Seit dem Jahr 1990 verleiht die Redaktion zudem jährlich die Cash. Financial Advisors Awards. Die Auszeichnung würdigt herausragende Anbieter und Produkte aus dem Bereich der Finanzdienstleistung und wird im Rahmen einer Gala in Hamburg überreicht, die sich als ein bedeutendes Branchenevent etabliert hat.
Seit Beginn der 2000er-Jahre verfolgt Cash. eine crossmediale Strategie. Das Onlineportal Cash.Online erweitert die Printinhalte um tagesaktuelle Nachrichten, digitale Dossiers, Audioformate und Bewegtbildinhalte. Hinzu kommen regelmäßige Newsletter sowie Podcasts, Webinare und Online-Konferenzen, etwa im Rahmen der „Cash. Digital Week“. Auch Präsenzveranstaltungen wie Roundtables oder die jährlich stattfindende „Cash. Gala“ spielen eine Rolle im Kommunikationskonzept.

## Inhaltliches Profil
Das Themenspektrum des Magazins umfasst alle relevanten Bereiche der Finanzdienstleistung. Regelmäßig behandelt werden Beiträge zu Versicherungen, Vorsorgeprodukten und Finanzprodukten wie Investmentfonds, ETFs oder geschlossene Sachwertanlagen. Einen weiteren inhaltlichen Schwerpunkt bildet der Immobilienmarkt, insbesondere im Hinblick auf Standortanalysen, Kapitalanlagen und Projektentwicklungen.
Darüber hinaus beschäftigt sich Cash. mit der Struktur und Regulierung des Finanzvertriebs, darunter Maklerpools, Honorarberatung, Vergütungssysteme und gesetzliche Rahmenbedingungen wie MiFID II oder IDD. Auch steuerliche und rechtliche Fragen werden regelmäßig aufgegriffen. In jüngerer Zeit hat die Redaktion ihre Berichterstattung auf nachhaltige Kapitalanlagen, ESG-Kriterien sowie die Digitalisierung von Beratung und Vermittlung ausgeweitet.
Neben aktuellen Nachrichten und Kommentaren bietet das Magazin umfangreiche Hintergrundberichte, Marktanalysen und exklusive Studien. Interviews mit Experten und Führungskräften aus Wirtschaft, Politik und Finanzdienstleistung ergänzen das redaktionelle Angebot.

## Redaktion
Die redaktionelle Verantwortung liegt bei Frank O. Milewski, der als Chefredakteur die strategische und inhaltliche Ausrichtung des Magazins bestimmt. Stellvertretender Chefredakteur und verantwortlich für den Onlinebereich ist Kim Brodtmann. Weitere langjährige Redaktionsmitglieder sind unter anderem Stefan Löwer, zuständig für die Themenbereiche Immobilien und Finanzberatung, sowie Jörg Droste, der das Versicherungsressort betreut. Daneben veröffentlicht Cash. regelmäßig Gastbeiträge von externen Fachleuten, darunter bekannte Marktanalysten wie Robert Halver oder Tim Bröning.

## Marktstellung
Cash. zählt zu den bekanntesten Fachpublikationen im deutschsprachigen Finanzdienstleistungssektor. Laut der disphere Vermittler Media Analyse 2023/24 belegt das Magazin Platz zwei bei der Print-Reichweite unter unabhängigen Vermittlern, Maklern und Finanzberatern. In derselben Studie rangierte Cash. auch auf Platz zwei im Bereich der Aktualität. Die Markenbekanntheit liegt gemäß MRTK Marken-Monitor 2020 bei rund 90 Prozent innerhalb der Zielgruppe. Die Printauflage ist durch die IVW geprüft und lag im 3. Quartal 2024 bei 31.000 Exemplaren.